# L'Oracle et l'Impie
L'Oracle et l'Impie est la dix-neuvième fable du livre IV de Jean de La Fontaine situé dans le premier recueil des Fables de La Fontaine, édité pour la première fois en 1668.
Vouloir tromper le Ciel, c'est folie à la Terre ;

Le dédale des cœurs en ses détours n'enserre 

Rien qui ne soit d'abord éclairé par les dieux.

Tout ce que l'homme fait, il le fait à leurs yeux,

Même les actions que dans l'ombre il croit faire.

Un Païen qui sentait quelque peu le fagot ,

Et qui croyait en Dieu, pour user de ce mot,

            Par bénéfice d'inventaire ,

            Alla consulter Apollon.

            Dès qu'il fut en son sanctuaire :

Ce que je tiens, dit-il, est-il en vie ou non ?

            Il tenait un Moineau, dit-on,

            Prêt d'étouffer la pauvre bête,

            Ou de la lâcher aussitôt,

            Pour mettre Apollon en défaut.

 Apollon reconnut ce qu'il avait en tête :

Mort ou vif, lui dit-il, montre-nous ton Moineau,

            Et ne me tends plus de panneau  ;

Tu te trouverais mal d'un pareil stratagème.

            Je vois de loin, j'atteins de même.
— Jean de La Fontaine, Fables de La Fontaine, L'Oracle et l'Impie